# Juditha triumphans

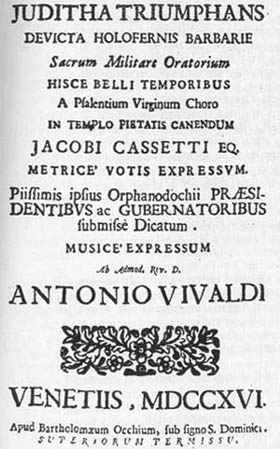
Erstausgabe von Juditha triumphans

Juditha triumphans devicta Holofernis barbarie (wörtlich: „Die über die Barbarei des Holofernes triumphierende Judith“, RV 644) ist ein Oratorium von Antonio Vivaldi, das einzig erhaltene von den vier Oratorien, die er komponierte. Das Libretto stammt von Iacopo Cassetti und behandelt das Thema des biblischen Buchs Judith.

## Hintergrund
Juditha triumphans wurde im November 1716 in Venedig komponiert und vom Orchester und Chor des  Ospedale della Pietà uraufgeführt. Das Werk wurde von der Republik Venedig in Auftrag gegeben, um den Sieg gegen die Türken bei der Belagerung von Korfu im gleichen Jahr zu feiern. Im Juli 1716 waren die Türken auf Korfu gelandet. Die Bevölkerung leistete Widerstand, und im August unterzeichnete Venedig eine Allianz mit dem Heiligen Römischen Reich. Am 18. August wurde unter Führung von Graf Johann Matthias von der Schulenburg die entscheidende Schlacht gewonnen, und die Türken verließen die Insel. Die Geschichte der Judith, die den ihre Stadt belagernden Feldherrn Holofernes besiegt, ist daher als Allegorie der über die Türken siegreichen Venezianer zu sehen.
Juditha Triumphans wurde im November in der Pietà unter Anwesenheit von General von der Schulenburg uraufgeführt und war ein großer Erfolg.

## Besetzung
Alle Rollen wurden bei der Uraufführung von den Mädchen des Pietà gesungen.
- Juditha, Kontralto, eine junge bethulische Witwe
- Vagaus, Sopran, Eunuch, Holofernes’ Knappe
- Holofernes, Kontralto, assyrischer Feldherr
- Abra, Sopran, Judithas Magd
- Ozias, Kontralto, Hohepriester von Bethulien

Ein Frauenchor singt die Partien der assyrischen Soldaten und der bethulischen Frauen.
Das  Streichorchester wird in der Originalbesetzung durch Timpani, 2 Trompeten, Mandoline, 4 Theorben, 5 „viole all’inglese“ (Viole da gamba), 1 Viola d’amore, 2 Blockflöten, 2 Sopran-Chalumeaus, 2 Oboen und eine Orgel verstärkt.

## Handlung
Der assyrische König Nebukadnezar schickt eine Armee unter General Holofernes nach Israel, um überfällige Tribute einzutreiben. Die Assyrer belagern die Stadt Bethulien und sind im Zuge, sie zu erobern. Die junge jüdische Witwe Judith geht zu ihm, um Gnade zu erflehen. Er verliebt sich in sie, und sie gibt zum Schein seinem Drängen nach. Nach einem reichlichen Mahl und dem Genuss von viel Wein schläft Holofernes ein. Judith schneidet ihm den Kopf ab und kehrt im Triumph nach Bethulien zurück.